# Gujo Teixeira
Paulo Henrique Teixeira de Souza (Porto Alegre, 1972), conhecido pelo nome artístico de Gujo Teixeira é um poeta, compositor, médico veterinário e pecuarista gaúcho.
Técnico Agrícola e Médico Veterinário pela Univerdade Federal de Santa Maria. Reside em Lavras do Sul, onde escreve seus poemas e livros, e trabalha na produção pecuária em sua propriedade rural. 
Gujo, dentre muitas outras composições, é autor da letra de “Batendo Água”, “Quando o Verso Vem Pras Casa”, “Pra o Meu Consumo”, “Motivos de Campo”, “Romance de Flor e Luna”, grandes clássicos da música gaúcha gravados nas vozes de muitos intérpretes. 
Possui uma carreira de 36 anos em festivais nativistas, tendo participado como compositor e jurado em cerca de 500 eventos, tendo mais de 700 de suas composições gravadas, muitas das quais premiadas. Possui mais de 200 premiações, incluindo primeiros lugares e Melhores Poesias nos principais festivais nativistas. Lançou diversos álbuns e livros de poesia.
Em 2013 recebeu o Prêmio Açorianos da música na categoria Regional. 
Pela Assembleia Legislativa do Estado do Rio Grande do Sul, recebeu em 2014 a medalha da 53ª Legislatura e no ano de 2020 o Prêmio Vitor Mateus Teixeira (Teixeirinha) de melhor compositor.  
Atualmente, Gujo possui 17 álbuns musicais lançados em todas as plataformas digitais e em CD’s.   12 livros publicados: “Na Madrugada dos galos”, “Parece a vida”, “O inventário da sombra”, “Sétimas de mundaréu”, “Os olhos do campo”, “Amansador de palavras”, “Olhares da minha terra”, “Escritos de terra”, “Gibi do Gujo”, “Pitangas”, “O perdão apaga o erro?”, “Livro de Alumbramentos”.   
Como referência na sua obra literária, o Livro “Sétimas de Mundaréu”  conta com versos sobre 365 objetos do universo gaúcho . Já seu Livro “Pitangas”, com versos intimistas e reflexivos, que foram gravados por cerca de 100 pessoas de diversos lugares do Rio Grande do Sul, do Brasil e do mundo entre artistas e anônimos com vários sotaques e personalidades, contou com grandes nomes da arte, como Marcos Palmeira, Leticia Spiller, Thiago Lacerda, Evandro Mesquita, Gaúcho da Fronteira, entre outros tantos. 

## Prêmios e indicações

### Prêmio Açorianos
| Ano  | Categoria                     | Indicação                                     | Resultado |
| ---- | ----------------------------- | --------------------------------------------- | --------- |
| 2001 | Disco de Música Regional      | Enchendo os Olhos de Campo (com Luiz Marenco) | Venceu    |
| 2001 | Compositor de Música Regional | Gujo Teixeira                                 | Indicado  |
| 2010 | Compositor de Música Regional | Gujo Teixeira                                 | Indicado  |
| 2010 | Disco de Música Regional      | Gauchada                                      | Indicado  |
| 2012 | Compositor de Música Regional | Gujo Teixeira                                 | Venceu    |
| 2012 | Disco de Música Regional      | Cordeona-me (com Luciano Maia)                | Venceu    |